# 井上雅央
井上 雅央（いのうえ まさお、1970年3月6日 - 、男性）は、日本の男性プロレスラー。山梨県中央市出身。現在はフリーランスとして活動している。血液型O型。

## 来歴
中学高校時代はハンドボール部に所属していた。学生時代のあだ名は「がまお」である。同郷のジャンボ鶴田に憧れてプロレス入りを熱望し、1990年春、鶴田の後援会関係者の口添えでジャイアント馬場と面談し全日本プロレス入りを果たした。
1991年4月4日、百田光雄をパートナーに迎えたリチャード・スリンガー＆浅子覚戦でデビュー。1999年に本田多聞とのコンビでアジアタッグ王座を獲得した。
2000年、三沢光晴が旗揚げしたプロレスリング・ノアに移籍する。同年7月には金丸義信と組んでFMWに乗り込み、WEWタッグ王座を獲得。2001年には本田と組んで安田忠夫＆橋本真也組と対戦したが、橋本の三角絞めで肩を脱臼した。2003年に本田とのコンビを解消、井上もなかなか中堅の域を脱せず、2004年には秋山準に泉田純、川畑輝鎮と並んで「健康のためにプロレスをやっている人たち」と言われてしまい、「ノア・ヘルスクラブ」と命名されてしまう。5月30日の白GHC（グローバル・ハードコア・クラウン）に挑戦するも、敗北を喫した。井上はその後、スターネスを離脱した齋藤彰俊と合流し、ダーク・エージェントを結成した。
2004年に小橋建太を他のダーク・エージェントのメンバー（齋藤、杉浦貴）で急襲し小橋をロープで梱包した際、他のメンバーは嬉々として梱包作業を行っていたのに対して、かつて選手会長でもあった井上は困った顔をしながら梱包していた。
2006年にはGHCヘビー級王座挑戦者決定トーナメントをリングアウトや丸め込みで勝ち抜き、井上自身初めてのヘビー級シングル王座への挑戦権を獲得する。4月24日、日本武道館において王者秋山準に挑戦。武道館のメインでシングルマッチを戦うのはこれが初めてであった。23分14秒、リストクラッチエクスプロイダーに敗れたものの、井上もリングアウト勝ち狙い、巧みなインサイドワークなどの「雅央ワールド」を存分に見せ付けた。
2012年1月、契約更改によりフリーとなる。
3月4日、ジョー・ドーリングの欠場により、未定となっていた渕正信のパートナーとして古巣の全日本に12年ぶりに参戦した。
2013年より前所属のノアだけでなく、武藤敬司以下大半の選手が離脱した全日本のシリーズにも全戦参戦している。現在、関係が途切れている全日本とノアの両方に参戦する数少ないレスラーの一人となっている。
2016年3月24日、我闘雲舞新木場1stRING大会において『デビュー25周年記念試合』と題してマサ高梨が持つSPW（シンガポールプロレスリング）東南アジアシングル王座に挑戦するも、敗れた。
2020年5月31日、ウェブ中継番組『NOAH NEW HOPE』において、GHCナショナル王座への挑戦を一方的に表明。しかし、王者の中嶋勝彦が番組中に許諾の返事をしたため、6月14日の番組内での挑戦が決定した。

## 人物
- 井上は「甲斐の怪力」と称される程のパワーを持っているが、それ以上に技を受けた時の過剰ともいえるリアクション、そしてタッグ戦で見せる「ずるい」動きが特徴的。唯一無比なファイトスタイルとその世界観は「マサオ・ワールド」と呼ばれている。そのプロレス運びは三沢から高い評価を受けており、他団体の選手がノアマットに上がる時、井上が最初の対戦相手になることがしばしばある。
- 若手時代の井上は川田利明の付き人を務めていたが、川田曰く「歴代の付き人の中で1番ダメだった」という（丸藤正道デビュー20周年記念大会のゲスト解説として登場した際に発言。）。
- かなりのラーメン好きで有名。力皇猛が奈良県の天理市に出店しているラーメン店「麺場 力皇」に来店した際、井上もあまりの美味しさにラーメンを2杯食べたとのこと（ニコニコプロレスチャンネルの人気番組、青木篤志の毒演会で青木が発言している。）。2020年8月6日のノアの齋藤とのリモートサイン会でも、同様の発言をしている。
- 痛風持ちである（杉浦曰く『痛風界のプリンス』 [5]。）。
- 1月5日の後楽園大会では3年連続で惨敗を喫している。2020年にはマイケル・エルガンに8秒で、2021年には藤田和之に6秒で、2022年には船木誠勝に10秒で秒殺された。
- 現在、フリーランスとしての活動とは別に、プロレス団体 「OSAKA STYLE WRESTLING」（OSW）にて新人や若手選手のコーチを担当し、選手育成を行っている。

## タイトル歴
全日本プロレス
- アジアタッグ王座

第68代（防衛3回）&本田多聞
第117代　&大森隆男
DDTプロレスリング
- アイアンマンヘビーメタル級王座

第1002代
FMW
- WEWタッグ王座

第7代（防衛0回）&金丸義信

## 得意技
従来のレスラーにしてはとても珍しく、アルゼンチン・バックブリーカーやラリアットなど、技をかける前に必ず叫びながら優利に進めていくパターンが多くなっている。
アルゼンチン・バックブリーカー
同じアルゼンチン・バックブリーカーの使い手でもある中西学とは全く違い、井上のアルゼンチン・バックブリーカーは技をかける前に、「ヨッシャ担ぐぞーッ!」と叫ぶことがある。ワンハンドクラッチバックブリーカーを、この技の前に挟むこともある。
オリャー・ラリアット
井上のラリアットは、腕をグルングルンと回した後に「オリャーッ!」と叫びながら放つ倒れ込み式のラリアットを使用する。
ブロックバスター（ホールド）
ロープに振った相手、または走り込んで来た相手をボディスラムの形に抱え上げ、真後ろに投げ落とす。井上のキャリア初期の決め技であり、その頃はそのままホールドして3カウントを狙っていた。
ミリオンダラー・バスター
コブラクラッチ式河津落とし。井上の場合は「これで終わりだ!」と宣言してから行うが、まず終わらない。
ミリオンダラー・スープレックス（コブラクラッチ・スープレックス）
コブラクラッチの姿勢からジャーマン・スープレックスのように後方に投げる技で、太陽ケアの波乗りスープレックスと同型。2006年の秋山準とのGHCヘビー級王座戦で初公開された。秋山は井上のこの技を受けて、「一瞬真っ白になった」と後に語っている。
スモール・パッケージ・ホールド（首固め）
丸め込み技。顔面かきむしりから続けて決めることが多い。相手の隙を突いて繰り出す井上の奥の手的な技。技を決めた直後にすぐさまひっくり返されて、逆にピンフォールを奪われることもある。
串刺しラリアット
井上の串刺しラリアットは、コーナーポストにもたれかかっている相手に走り込みながら放ち、その勢いで「いやーしとう!いやーしとう!いやーしとう!いーやーーーしとう!」と言いながらもう2、3回その場でラリアットを放つ。
上記の技の他にも下記のムーブを見せる。
顔面こすり
相手の正面または背後から、リストバンドをつけた手首で相手の顔面をこすりつける。このリストバンドは相当臭いらしく、嫌がらせ的な技でもある。
ロープ目こすり
グロッキー状態に相手の頭をロックしながらトップロープに顔面を押し付け、そのままロープと平行に移動して相手の顔面をこすりつける嫌がらせ的な技。
タイム
打撃技を受け続けているときに、両手で「T」の字の形を造り、「ちょっとタイム！」といって相手に攻撃を止めさせて相手が戸惑っている間に休憩する。必ずレフェリーからタイムの制度は無いと注意を受ける。

## 入場テーマ曲
過去に井上が使用した入場テーマ曲（古い順）。
- MAJESTY
- DEEP / BRAHMAN
- ONE MAN ARMY / THE PRODIGY & TOM MORELLO（現在）

## テレビ出演
- 妖ばなし 第28話「黒塚」（2018年8月11日、TOKYO MX） - 東光坊祐慶 役[6]